# Ria Stalman
Maria Geertruida Stalman (Delft, 11 dicembre 1951) è un'ex discobola e pesista olandese, medaglia d'oro alle Olimpiadi di Los Angeles 1984 nel lancio del disco.
Sempre nel 1984 ha stabilito il suo primato personale, di 71,22 metri, ed è stata eletta sportiva olandese dell'anno.

## Biografia
Sorella di Anneke de Lange-Stalman, mezzofondista attiva durante gli anni settanta, e dopo aver praticato nuoto decise di passare all'atletica leggera concentrandosi sulle specialità di getto del peso e lancio del disco.
Dal 1973 raggiunse i vertici delle classifiche nazionali conquistando negli anni ben 17 titoli nazionali: 10 nel lancio del disco, 5 nel getto del peso e 2 nel getto del peso al coperto. 

### Il trasferimento negli Stati Uniti (1976-1982)

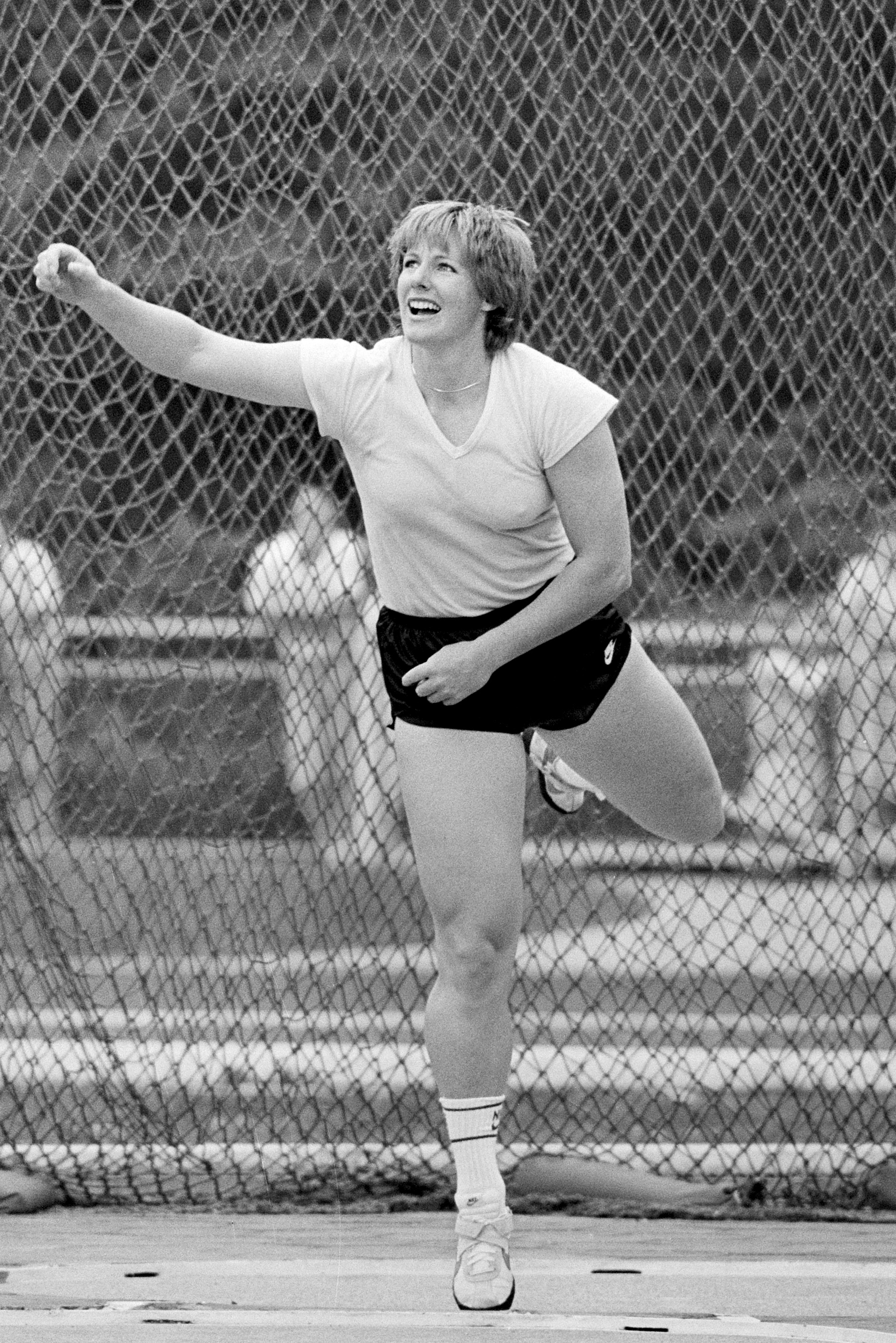
Ria Stalman ai campionati nazionali olandesi del 1982 durante la gara di lancio del disco vinta con la misura di 63,60 metri.

Nel 1976, anche se capace di lanciare oltre ai 58 metri, non venne inserita nella squadra olandese per i Giochi olimpici di Montreal.
Dopo questa delusione decise di trasferirsi negli Stati Uniti, lasciando il suo lavoro, per dedicarsi ancor più intensamente allo sport. Incrementò i suoi allenamenti settimanali che fino a quel momento erano stati 10, riuscendo a dedicarsi anche allo studio.
Negli anni riuscì a conquistare tre titoli nazionali statunitensi (due nel lancio del disco ed uno nel getto del peso).

### Il titolo olimpico e il ritiro (1983-1984)
Dopo il settimo posto ai campionati del mondo di Helsinki 1983, prese parte alle Olimpiadi di Los Angeles 1984 come una delle fovorite alla vittoria della gara di lancio del disco grazie anche all'assenza delle avversarie in seguito al boicottaggio del blocco orientale.
Riuscirà a vincere la gara con un lancio a 65,36 metri, vittoria che gli permise di vincere anche il premio di sportiva olandese dell'anno.
Dopo l'oro olimpico riuscì a gareggiare solo altre due volte prima di ritirarsi a causa di un grave infortunio alla schiena.

## Doping

### I fatti
Pochi mesi prima della sua partecipazione alle Olimpiadi di Los Angeles 1984, venne arrestata alla frontiera tra Stati Uniti e Messico, presso San Diego, con 800 compresse di winstrol, uno steroide anabolizzante.

### Le accuse
Nel marzo 1992 ci fu un altro caso doping intorno alla sua figura. Dopo le accuse dell'allenatore Sjef Swinkels, arrivarono quelle del suo ex manager Raymond de Vries secondo cui nel 1982 e nel 1983, Ria Stalman fuggì di nascosto dagli FBK Games pur di non essere sottoposta a test antidoping da parte della IAAF. Secondo Vries l'atleta olandese non venne mai controllata dalla Federazione Olandese perché complice, ma durante una manifestazione come gli FBK Games, essendo presenti i delegati della Federazione Internazionale, non si sarebbe potuta sottrarre ai test.
A queste accuse si aggiunsero quelle apparse sulle pagine di un giornale statunitense che andava a pubblicare un'intervista anonima con la confessione di una ex atleta e quelle sul giornale olandese De Krant op Zondag da parte dell'ex pesista Jennifer Smit che la accusò nuovamente di aver utilizzato sostanze dopanti sin dal 1982, con la complicità dei dirigenti della Federazione di atletica leggera olandese (KNAU) che avvertivano in anticipo l'atleta di possibili controlli antidoping.
La vicenda si concluse con la Federazione olandese e Stalman che negarono l'accusa minacciando una querela.

### La confessione
L'8 gennaio 2016, nella trasmissione televisiva Andere Tijden Sport, confessò pubblicamente di avere usato doping durante la sua carriera:
Durante la trasmissione confessò di aver utilizzato, negli ultimi due anni e mezzo di carriera, dosi giornaliere di 5/10 milligrammi di steroidi anabolizzanti.
Voleva essere campionessa olimpica e si sentì in dovere di mettere in pratica gli stessi comportamenti scorretti posti in essere dagli atleti della Germania Est, dagli altri atleti del blocco sovietico ed anche dagli atleti statunitensi.
Tuttavia, ha dichiarato di non sapere se la sua amica e compagna di allenamento Leslie Deniz, che vinse l'argento ai Giochi Olimpici si Los Angeles 1984 nel lancio del disco, fece uso di doping.
Vivendo negli Stati Uniti, vicino al confine con il Messico, dove gli stimolatori muscolari e le sostanze dopanti venivano venduti liberamente senza ricetta aveva libero accesso a queste sostanze anche se ha sostenuto di aver preso tutte quelle sostanze sotto la prescrizione di un medico (di cui non ha fatto il nome).
(Ria Stalman, riferendosi alla sua vicenda doping)
La Federazione Nazionale Olandese di atletica leggera ha ritirato, pochi giorni dopo la confessione, ogni benemerenza rilasciata all'atleta dichiarando, nel novembre 2016, di voler intraprendere tutte le vie legali per andare ad annullare il record nazionale di lancio del disco e tutti gli altri risultati dell'atleta ottenuti nel periodo incriminato.

## Vita privata
Oggi ha una società di noleggio di barche ad Amsterdam ed è stata fino al 2008 giornalista e commentatrice sportiva per Eurosport.

## Record nazionali
- Lancio del disco 71,22 m ( Walnut, 15 luglio 1984)[8] ex-[9]

## Palmarès
| Anno | Manifestazione | Sede        | Evento           | Risultato | Misura  | Note |
| ---- | -------------- | ----------- | ---------------- | --------- | ------- | ---- |
| 1982 | Europei        | Atene       | Lancio del disco | 12ª       | 58,48 m |      |
| 1983 | Mondiali       | Helsinki    | Lancio del disco | 7ª        | 63,76 m |      |
| 1984 | Olimpiadi      | Los Angeles | Lancio del disco | Oro       | 65,36 m |      |

## Campionati nazionali

### Olanda
- 5 volte campionessa nazionale nel getto del peso (1976/1977, 1981/1983)
- 10 volte nel lancio del disco (1973/1977, 1979/1983)
- 2 volte nel getto del peso indoor (1976/1977)

1971

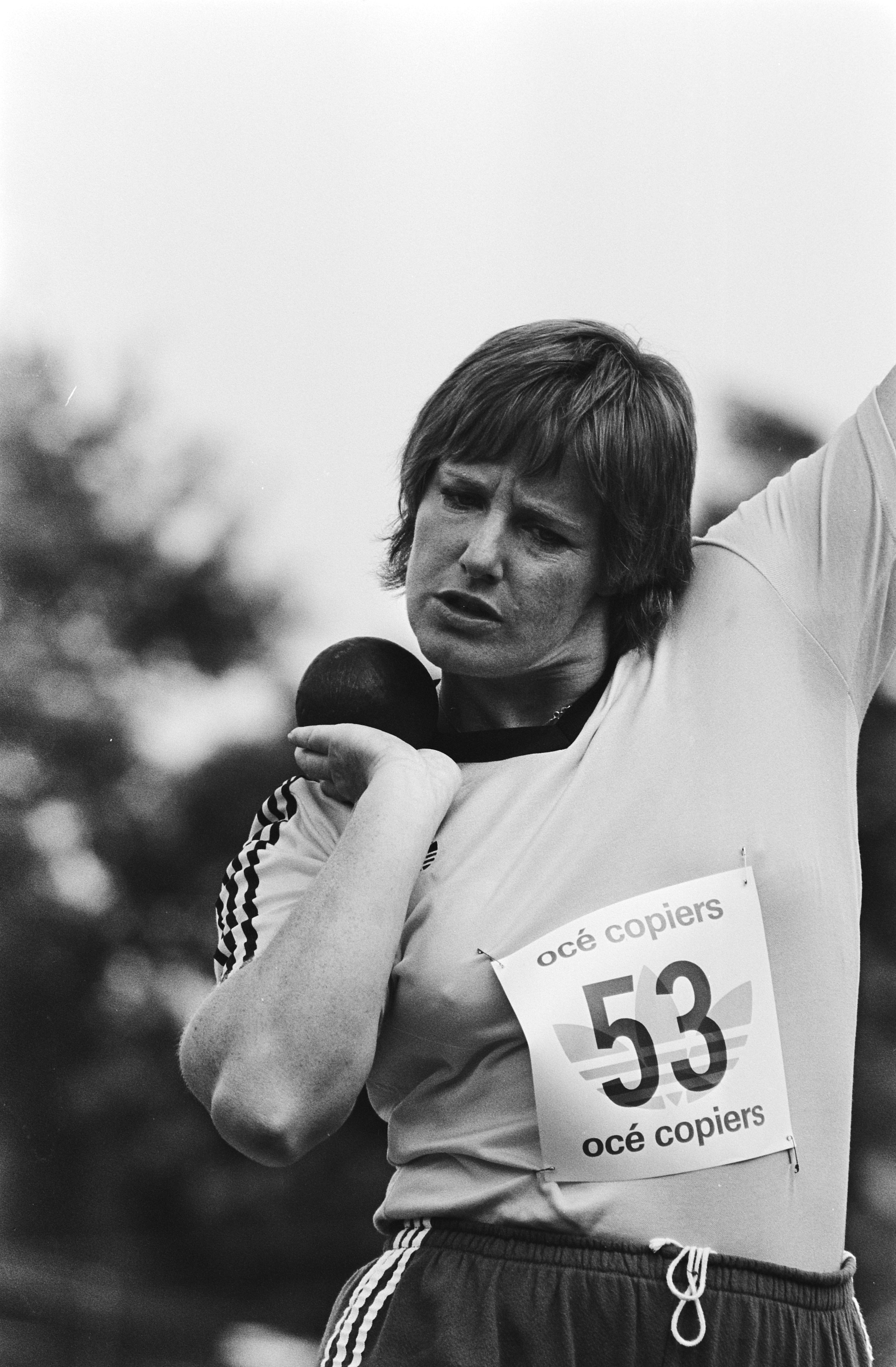
Ria Stalman ai campionati nazionali olandesi nel luglio 1983.

- Bronzo ai Campionati nazionali olandesi, lancio del disco - 45,74 m

1972
- Bronzo ai Campionati nazionali olandesi, lancio del disco - 47,46 m

1973
- Bronzo ai Campionati nazionali olandesi, getto del peso - 12,43 m
- Oro ai Campionati nazionali olandesi, lancio del disco - 48,80 m

1974
- Bronzo ai Campionati nazionali olandesi, getto del peso - 13,48 m
- Oro ai Campionati nazionali olandesi, lancio del disco - 54,14 m

1975
- Argento ai Campionati nazionali olandesi, getto del peso - 13,68 m
- Oro ai Campionati nazionali olandesi, lancio del disco - 52,82 m

1976
- Oro ai Campionati nazionali olandesi indoor, getto del peso - 14,67 m
- Oro ai Campionati nazionali olandesi, getto del peso - 13,70 m
- Oro ai Campionati nazionali olandesi, lancio del disco - 53,56 m

1977
- Oro ai Campionati nazionali olandesi indoor, getto del peso - 13,25 m
- Oro ai Campionati nazionali olandesi, getto del peso - 13,57 m
- Oro ai Campionati nazionali olandesi, lancio del disco - 54,16 m

1978
- Argento ai Campionati nazionali olandesi, lancio del disco - 50,52 m

1979
- Oro ai Campionati nazionali olandesi, lancio del disco - 53,68 m

1980
- Argento ai Campionati nazionali olandesi, getto del peso - 13,75 m
- Oro ai Campionati nazionali olandesi, lancio del disco - 55,86 m

1981
- Oro ai Campionati nazionali olandesi, getto del peso - 14,64 m
- Oro ai Campionati nazionali olandesi, lancio del disco - 58,46 m

1982
- Oro ai Campionati nazionali olandesi, getto del peso - 16,37 m
- Oro ai Campionati nazionali olandesi, lancio del disco - 63,60 m

1983
- Oro ai Campionati nazionali olandesi, getto del peso - 17,40 m
- Oro ai Campionati nazionali olandesi, lancio del disco - 59,98 m

### Stati Uniti d'America
- 1 volta campionessa nazionale nel getto del peso (1984)
- 1 volta campionessa nazionale indoor nel getto del peso (1983)
- 2 volte campionessa nazionale nel lancio del disco (1982, 1984)
- 1 volta campionessa nazionale NCAA nel lancio del disco (1978)

1982
- Oro ai Campionati nazionali, lancio del disco - 62,14 m

1983
- Oro ai Campionati nazionali indoor, getto del peso - 16,83 m

1984
- Oro ai Campionati nazionali, getto del peso - 18,02 m
- Oro ai Campionati nazionali, lancio del disco - 67,58 m

## Riconoscimenti
- Ria Stalman è stata premiata tre volte del titolo di atleta olandese dell'anno (KNAU): nel 1976, 1983 e nel 1984.
- Nel 1984 è stata insignita del titolo di sportiva olandese dell'anno.